# Jérémy Grau
Pas d'image ? Cliquez ici

a Compétitions nationales et continentales officielles uniquement.

Jérémy Grau est un joueur français de rugby à XIII qui évolue au Saint-Estève XIII catalan.

## En club
| Saison    | Club                      | Compétition           | Matchs | Points | Essais | Goals | Drops |
| --------- | ------------------------- | --------------------- | ------ | ------ | ------ | ----- | ----- |
| 2007-2008 | Saint-Estève XIII catalan | Championnat de France | 3      | -      | -      | -     | -     |
| 2008-2009 | Saint-Estève XIII catalan | Championnat de France | 10     | 24     | 6      | -     | -     |
| 2009-2010 | Saint-Estève XIII catalan | Championnat de France | 15     | 24     | 5      | -     | -     |
| 2010-2011 | Saint-Estève XIII catalan | Championnat de France | 13     | 20     | 5      | -     | -     |
| 2011-2012 | Saint-Estève XIII catalan | Championnat de France | 17     | 36     | 9      | -     | -     |
| 2012-2013 | Saint-Estève XIII catalan | Championnat de France | -      | -      | -      | -     | -     |
| 2013-2014 | Palau-del-Vidre           | Championnat de France | 11     | 4      | 1      | -     | -     |
| 2014-2015 | Palau-del-Vidre           | Championnat de France | 19     | 28     | 7      | -     | -     |
| 2015-2016 | Palau-del-Vidre           | Championnat de France | 18     | 20     | 5      | -     | -     |
| 2016-2017 | Palau-del-Vidre           | Championnat de France | 11     | 22     | 1      | 9     | -     |
| 2019-2020 | Palau-del-Vidre           | Championnat de France | 8      | 4      | 1      | -     | -     |

## Palmarès
- Finaliste du Championnat de France de rugby à XIII en 2013